# Сікора Михайло Миколайович
Миха́йло Миколайович Сікора (24 листопада 1957, село Нижні Гаї, тепер Дрогобицького району Львівської області) — український діяч, голова Дрогобицької районної ради Львівської області.

## Життєпис
Народився в родині робітників. З 1965 до 1975 року навчався в Нижньогаївській середній школі.
З 1975 року — студент Львівського лісотехнічного інституту.
У 1977—1979 роках проходив службу в Радянській армії.
У 1980—1991 роках — учень слюсаря, технік-конструктор, інженер-конструктор 3-ї та 2-ї категорії Дрогобицького заводу автомобільних кранів.
У 1991—2003 роках — голова колгоспу, голова селянського господарства «Початок» села Нижні Гаї Дрогобицького району.
Член Української народної партії (УНП).
З листопада 2006 до листопада 2010 року — 1-й заступник голови Дрогобицької районної ради Львівської області.
У листопаді 2010 — листопаді 2020 року — голова Дрогобицької районної ради Львівської області.
Член політичної партії «Народний Рух України». Керівник Дрогобицької міськрайонної організації «Народного Руху України».
З 2022 року — радник міського голови Дрогобича з питань ведення сільського господарства на території Дрогобицької міської територіальної громади. Засновник Дрогобицького районного товариства мисливців і рибалок «Лісівник».